# Ovidius moralizatus
Ovidius moralizatus ist ein lateinischsprachiges Prosa-Werk des französischen Mönches Petrus Berchorius und entstand um 1340. Es bildet das 15. Buch seines Hauptwerkes Reductorium Morale. 
Berchorius schuf mit dem Ovidius moralizatus eine christliche Interpretation der Ovidischen Metamorphosen, sodass die nicht selten gewagten Aspekte der antiken Mythologie auch von Christen rezipiert werden konnten. So erklärt Berchorius die Gestalt des Phoibos als Sinnbild weltlichen (vergänglichen) Ruhms oder gar des Teufels, während Daphne einmal ebenfalls als Zeichen irdischen eitlen Strebens, dann aber auch wieder als die christliche Seele gedeutet wird, der die Versuchung durch den Teufel droht. Der sterbende Pyramus steht für Christus am Kreuz, Eurydike für die sündige Eva. 
Das Manuskript wurde bald ins Französische und Kastilische übersetzt. Eine Reihe seiner Geschichten übernahm Geoffrey Chaucer für seine Canterbury Tales.

## Ausgaben
- Erstdruck Brügge 1484
- Petrus Berchorius: Reductorium Morale, Liber XV, Ovidius Moralizatus. Instituut voor Laat Latijn der Rijksuniversiteit, Utrecht
  - 1. Cap. I: De formis figurisque deorum : naar de Parijse druk van 1509. Einleitung J. Engels. 1960
  - 2. Cap. Ii-xv : naar de Parijse druk van 1509. Einleitung J. Engels. 1962.
  - 3. Cap. I. De Formis Figurisque Deorum. Textus e codice Brux., Bibl. Reg. 863-9, critice editus Joseph Engels. 1966.
  - [4.] Cap. II. [Ed.] Maria S. van der Bijl. In: Vivarium 9 (1971) S. 1ff.